# 相模國
相模國（日语：〔〕／ Sagaminokuni */?），日本古代的令制國之一，屬東海道，又稱相州、湘州。相模國的領域大約為現在神奈川縣（東北部份除外）。關於「相模」的「模」字，由於當時公文上的捺印以「相摹」字表示，因此推測最初的寫法為「相摸」。

## 郡
- 足上郡
- 足下郡
- 余綾郡
- 大住郡
- 愛甲郡
- 高座郡
- 御浦郡

## 相關項目
- 湘南 (日本)
- 日本令制國列表